# 의성조문국박물관
의성조문국박물관은 경상북도 의성군에 있는 공립 박물관이다.

## 연혁
- 2013년 4월 25일 개관.